# Pseudochordodes gordioides
Pseudochordodes gordioides är en tagelmaskart som först beskrevs av Montgomery 1898.  Pseudochordodes gordioides ingår i släktet Pseudochordodes och familjen Chordodidae. Inga underarter finns listade i Catalogue of Life.